# محمد عيسى (لاعب كرة قدم سوداني)
محمد مأمون عيسى هو لاعب كرة قدم سوداني محترف وُلد في يوم 12 يوليو 1994 في مدينة الخرطوم عاصمة السودان، يلعب حالياً كمهاجم لصالح نادي ميلتون كينز دونز الذي ينافس في الدوري الإنجليزي الدرجة الثانية. كما يمثل منتخب السودان لكرة القدم منذ عام 2023. وهو أيضاً شقيق اللاعب أبو بكر عيسى.

## روابط خارجية
- محمد عيسى على موقع قاعدة بيانات كرة القدم.إي يو (الإنجليزية)
- محمد عيسى على موقع ناشيونال فوتبول تيمز (الإنجليزية)
- محمد عيسى على موقع Soccerbase.com (لاعب) (الإنجليزية)
- محمد عيسى على موقع Soccerway.com (الإنجليزية)
- محمد عيسى على موقع عالم كرة القدم.نت (الإنجليزية)